# Павлюкович, Сергей Васильевич
Серге́й Васи́льевич Павлюко́вич (бел. Сяргей Васільевіч Паўлюковіч; род. 19 мая 1974, Минск) — белорусский футболист, выступавший на позиции защитника. Футбольный тренер.

## Биография
Воспитанник минской футбольной школы «Смена», первый тренер — А. В. Сидорович. Начинал карьеру полузащитником в «Смене». В минском «Торпедо» отыграл 5 сезонов. Имел хороший бомбардирский показатель для защитника. В 1995 году провёл два матча за молодёжную сборную Беларуси.
В 1999 году уехал в Россию играть за пермский «Амкар». Там он провёл более 100 матчей, после чего в 2003 году стал игроком «Томи», а ещё через год перешёл в минское «Динамо». Проведя в клубе 3 сезона (третий сезон почти все матчи провёл за дубль), уехал в азербайджанский «Хазар-Ленкорань», в составе которого выиграл чемпионат и Кубок Азербайджана.
В 2007 вернулся обратно в минское «Динамо», в 2008 стал капитаном команды.
В 2009 году провёл прощальный матч за «Динамо» против могилёвского «Днепра».
В 2010 году перешёл на тренерскую работу в минское «Динамо». В 2016 году входил в тренерский штаб Олега Дулуба в «Крумкачах».
После смены руководства в Крумкачах стал тренировать детей и вошёл в систему ФШМ-Минск.
В январе 2023 года стал главным тренером дзержинского «Арсенала». В марте 2024 года возглавил минский клуб «Юни Икс Лабс».

## Достижения
- Чемпион Беларуси: 2004
- Серебряный призёр чемпионатов Беларуси (4): 2005, 2006, 2008, 2009
- Чемпион Азербайджана: 2007
- Обладатель Кубка Азербайджана: 2007

## Результат по сезонам
| Сезон     | Команда         | Кол-во игр | Кол-во голов |
| --------- | --------------- | ---------- | ------------ |
| 1992/1993 | Смена (Минск)   | 24         | 5            |
| 1993/1994 | Торпедо (Минск) | 15         | 1            |
| 1994/1995 | Торпедо (Минск) | 26         | 0            |
| 1995      | Торпедо (Минск) | 14         | 3            |
| 1996      | Торпедо (Минск) | 20         | 5            |
| 1997      | Торпедо (Минск) | 25         | 3            |
| 1998      | Торпедо (Минск) | 23         | 2            |
| 1999      | Амкар           | 28         | 2            |
| 2000      | Амкар           | 24         | 1            |
| 2001      | Амкар           | 13         | 0            |
| 2002      | Амкар           | 24         | 2            |
| 2003      | Томь            | 13         | 0            |
| 2004      | Динамо (Минск)  | 28         | 1            |
| 2005      | Динамо (Минск)  | 22         | 3            |
| 2006      | Динамо (Минск)  | 23         | 2            |
| 2006/2007 | Хазар-Ленкорань | 5          | 0            |
| 2007      | Динамо (Минск)  | 11         | 0            |
| 2008      | Динамо (Минск)  | 23         | 1            |
| 2009      | Динамо (Минск)  | 17         | 0            |